# مقاطعة راندولف (جورجيا)
مقاطعة راندولف (بالإنجليزية: Randolph County)‏ هي إحدى المقاطعات في ولاية جورجيا في الولايات المتحدة الأمريكية.

## أعلام
- جورج تايلر وود